# Jeffrey Vanderbeek
Jeffrey Vanderbeek var ägare till det professionella ishockeylaget New Jersey Devils i NHL mellan 2004 och 2013. 
Vanderbeek är från delstaten New Jersey och har varit säsongskortsinnehavare hos Devils sen på 1980-talet. Han köpte sig in som minoritetsägare i Devils när Puck Holdings, ett dotterbolag till YankeeNets köpte laget 2000. Under 2004 köpte han upp hela organisationen och blev ensam ägare. Den 15 augusti 2013 sålde Vanderbeek Devils till den amerikanska miljardären och majoritetsägaren av Philadelphia 76ers,  Josh Harris och hans investmentgrupp för mer än $320 miljoner.
Han arbetade på en rad olika chefspositioner inom den konkursade banken Lehman Brothers mellan 1984 och 2004. Vanderbeek blev rankad 2002 av tidskriften Business Week som den nionde högst betalda företagsledaren med $29 miljoner.

## Privatliv
Vanderbeek bor i Warren, New Jersey med sin fru och tre barn.